# Léon Goossens
Léon Jean Goossens, a veces Leon Goossens, (Liverpool, Lancashire, 12 de junio de 1897 – Tunbridge Wells, 13 de febrero de 1988) fue un oboísta británico.

## Biografía
De familia de músicos, fue el cuarto de los cinco hijos que tuvo el violinista y director de orquesta Eugène Goossens (1867-1958), que a su vez era hijo del también Eugène Goossens (1845-1906), que había sido director de la Compañía de Ópera Carl Rosa. Su hermano fue el director y compositor Eugene Aynsley Goossens y sus dos hermanas, las arpistas Marie y Sidonie Goossens. Estudió en el Liverpool College of Music y, entre 1911 y 1914, en el Royal College of Music de Londres. 
Durante la primera mitad del siglo XX, estuvo considerado como uno de los principales oboístas del mundo. Se unió a la orquesta del Queen's Hall (dirigida por Henry Wood) a la edad de 15 años, permaneciendo hasta 1924 y más tarde a la orquesta del Covent Garden. En 1932 fue contratado por Thomas Beecham para la recién fundada London Philharmonic Orchestra, permaneciendo hasta 1939. También disfrutó de una rica carrera como solista con las principales orquestas y haciendo música de cámara y fue profesor de oboe en la Royal Academy of Music entre 1924 y 1935 y en el Royal College of Music hasta 1939.
Se hizo famoso por un sonido excepcionalmente agradable que ningún otro oboísta podía igualar. Los oboístas del pasado tendían a dividirse entre la escuela francesa (elegante pero poco densa y de tono agudo) y la alemana (completa y redondeada pero bastante tosca, con poco o ningún vibrato). Goossens reunió las mejores cualidades de los dos estilos. En 1962 sufrió lesiones en labios y dientes como resultado de un accidente automovilístico, pero después de una concienzuda terapia pudo reanudar su carrera.
Goossens encargó una serie de obras para oboe a compositores tan distinguidos como Edward Elgar, Ralph Vaughan Williams, Ernest John Moeran o Rutland Boughton y colaboró ampliamente con otros destacados solistas como Yehudi Menuhin. Entre sus muchos alumnos se encontraban los oboístas Evelyn Barbirolli, Joy Boughton, hija de Rutland Boughton y Peter Graeme, oboísta del Melos Ensemble.
Fue nombrado Comendador de la Orden del Imperio Británico (CBE) en 1950 y miembro del Royal College of Music (FRCM) en 1962.

## Obras encargadas / dedicadas a Léon Goossens
- Concerto for Oboe and Strings, Op. 39, Malcolm Arnold
- Oboe Quartet, Op. 61 (1957), Malcolm Arnold
- Sonatina for Oboe and Piano, Op. 28, Malcolm Arnold
- Quintet for Oboe and Strings, Arnold Bax
- Quintet for Oboe and Strings, Arthur Bliss[4]
- Concerto No. 2 for Oboe and Strings in G, Rutland Boughton
- Sonata for Oboe and Piano, York Bowen
- Phantasy Quartet for oboe, violin, viola and cello, Benjamin Britten
- Sonata for Oboe and Piano, Arnold Cooke
- Three Pieces for Oboe and Piano, Thomas Dunhill
- Soliloquy for Oboe, Edward Elgar
- Idyll for oboe and orchestra (1926), Harry Farjeon
- Concerto, Op. 45, por su hermano Eugene Goossens
- Sonata for Oboe and Piano, Herbert Howells
- Quartet for Oboe and Strings, Gordon Jacob
- Fantasy Quartet for oboe and strings, Ernest John Moeran
- French Suite for Oboe and Piano, Alan Richardson
- Concierto para oboe, Ralph Vaughan Williams